# Nipponorthezia obscura
Nipponorthezia obscura är en insektsart som beskrevs av Morrison 1952. Nipponorthezia obscura ingår i släktet Nipponorthezia och familjen vaxsköldlöss. Inga underarter finns listade i Catalogue of Life.